# Восстание в Химаре
Химарское восстание (греч. ΕξέΓερση της Χειμάρρας) — греческое восстание во время Первой Балканской войны, произошедшее в регионе Химара (Химара, ныне южная Албания) 18 ноября 1912 года. Оно успешно свергло османские войска в регионе, тем самым обеспечив безопасность прибрежной зоны между Сарандой и Влерой для греческой армии.

## Предыстория
Во время Первой Балканской войны (1912—1913) Эпирский фронт имел для Греции второстепенное значение после Македонского фронта. Высадка в Химаре, в тылу османской армии, планировалась как независимая операция от остальной части Эпирского фронта. Его целью было обеспечить продвижение греческих войск в северные районы Эпира. Успех такой инициативы был в первую очередь основан на превосходстве греческого флота в Ионическом море и решительной поддержке местного греческого населения.
В начале октября 1912 года майор жандармерии Спирос Спиромилиос, уроженец Химары, переехал на греческий остров Корфу, расположенный напротив Химары. Его миссия заключалась в организации групп добровольцев, состоящих из греков северного Эпира. Он также получил приказ от греческого правительства поддерживать связь с местными албанскими беями близлежащих регионов. Позже это подразделение было усилено дополнительными 200 греческими добровольцами с Крита (критские командиры Галерос, Папагианнакис и Поликсигис), посланными генералом Константиносом Сапунзакисом, командующим греческой армией на Эпирском фронте.

## Конфликты

### Конец османского правления
15 ноября из штаба Греческой армии был получен срочный приказ о немедленной высадке в районе Химары. Десантная операция началась в 07:30 утра 18 ноября в бухте Спилия недалеко от города Химара. Высадка добровольцев не встретила никакого сопротивления. Оно немедленно разделилось на две группы: первая группа, состоявшая из местных добровольцев, подошла к городу Химара с севера, в то время как вторая группа, состоящая из критян, подошла с противоположной стороны. Как только первая группа вошла в город, она попала под огонь из штаб-квартиры местной османской администрации, где была расквартирована османская гвардия. Наконец, после прибытия второй группы произошло короткое столкновение, которое закончилось капитуляцией османов.
Сразу же после взятия города глава добровольческих сил Спирос Спиромилиос поднял греческий флаг на бывшей османской штаб-квартире, тем самым ознаменовав конец османской администрации.
Как только распространилась новость об успешной операции греческих войск, вооруженные жители окрестных деревень: Дримадес, Кипаро, Паласа, Кудеси, Вуно появились в Химаре, заявив Спиромилиосу, что они поддержат его в его движении за включение остальной части контролируемого османами Эпира в состав Греции

### Обеспечение безопасности региона
Чтобы обезопасить контроль над регионом от возможного контратаки,Спиромилиос приказал критским частям немедленно выдвинуться к стратегическому месту перевала Ллогара. Перевал был расположен к северо-западу от Химары и в направлении Влоры. Продвигаясь к своим новым позициям, критские отряды поняли, что там находится некоторое количество османских албанских иррегулярных формирований, в то время как попытка вытеснить их 24 ноября не увенчалась успехом.
Спиромилиос также предложил премьер-министру Греции Элефтериосу Венизелосу, чтобы прибрежный город Влера перешел под контроль Греции, но последний ответил отрицательно, опасаясь, что это может спровоцировать итальянскую военную интервенцию.
Нападения албанцев на Химару были начаты после провозглашения независимости Албании во Влере 28 ноября. Тем не менее, защитникам удалось отразить их, и область оставалась под греческим контролем до конца Балканских войн. Однажды, когда греческий штаб ожидал полномасштабного нападения в этом районе, он приказал Спиромилиосу отступить, однако он отклонил приказ и остался в регионе, успешно организовав местную оборону.

## Последствия
По условиям Флорентийского протокола, подписанного 17 декабря 1913 года, регион Северный Эпир, в состав которого входила Химара, был передан Албании. Это решение вызвало серию событий, которые привели к провозглашению местным греческим населением Автономной Республики Северного Эпира в Аргирокастро.